# Relações entre Austrália e Japão
As relações entre Austrália e Japão são relações externas entre a Austrália e o Japão.
Os relacionamentos são geralmente fortes e, desde então, continuam a se fortalecer ao longo dos anos, sendo ambas as nações consideravelmente próximas, substanciais e motivadas por interesses mútuos, com ambas as nações mantendo laços estreitos com o mundo ocidental. O Japão é um dos principais parceiros econômicos da Austrália. É o segundo maior parceiro comercial da Austrália e uma fonte cada vez mais importante de investimento de capital. Nos últimos tempos, as relações se expandiram além de fortes vínculos econômicos e comerciais com outras esferas, incluindo cultura, turismo, defesa e cooperação científica.
Houve algumas tensões no estágio inicial do relacionamento, como a Segunda Guerra Mundial, e o domínio econômico percebido pelo Japão durante a década de 1980 e o início da década de 90. No entanto, o governo australiano e os líderes empresariais veem o Japão como um mercado vital de exportação e um elemento essencial no futuro crescimento e prosperidade da Austrália na região Ásia-Pacífico. O Japão, por sua vez, considera a Austrália um parceiro importante, uma fonte confiável de energia, minerais e outros produtos primários, um destino turístico popular, um canal útil para o Ocidente e a única outra potência econômica de nível médio na Ásia-Pacífico. O ex-primeiro ministro australiano, Tony Abbott, recentemente saudou o Japão como o amigo mais próximo da Austrália na Ásia e começou a criar um Acordo de Livre Comércio entre as duas nações no ano seguinte (2014). A Austrália e o Japão se reconhecem como parceiros estratégicos importantes na região da Ásia-Pacífico, sendo ambos democracias liberais prósperas e principais aliados dos Estados Unidos. Com a ex-ministra da Defesa, Marise Payne, descreveu o Japão como um "parceiro-chave" na região. O ex-ministro das Relações Exteriores do Japão, Fumio Kishida, descreve o relacionamento como o ponto principal da segurança na região da Ásia-Pacífico.
A Austrália mantém uma embaixada em Tóquio, consulados-gerais em Osaka e Fukuoka, juntamente com um consulado em Sapporo. O Japão também mantém uma embaixada em Camberra, consulados-gerais em Sydney, Melbourne, Brisbane e Perth, juntamente com um consulado em Cairns.